# Василькова Наталя Іванівна
Ната́ля Іва́нівна Василькова (нар. 12 травня 1960, с. Сапетня Варварівського району Миколаївської області) — проректор із науково-педагогічної роботи, доктор філософії в галузі освіти, доцент Миколаївського національного університету імені В. О. Сухомлинського. Кавалер ордена княгині Ольги (2013). «Відмінник освіти України» (2000).

## Біографія
Навчалась в Ольшанській середній школі, після закінчення якої у 1977 р. вступила на філологічний факультет Миколаївського державного педагогічного інституту. В 1981 р. закінчила навчання у ВНЗ, отримавши диплом з відзнакою зі спеціальності вчитель російської мови та літератури. За направленням протягом двох років працювала вчителем російської мови і літератури та організатором виховної роботи в Нечаянській ЗОШ Миколаївського району. З 1983 р. — викладач кафедри російської мови МДПІ імені В. Г. Бєлінського, куратор групи студентів узбецької національності. У 1987 р. вступила до аспірантури, закінчивши яку, в 1991 р. в Інституті удосконалення методів та прийомів навчання АПН СРСР (Москва) успішно захистила дисертацію на тему «Навчання зв'язних висловлювань на основі теорії актуального членування речення (5 клас)». Повернувшись до рідного університету, продовжила педагогічну діяльність як доцент кафедри російської мови.
З 1997 по 2005 рр. Василькова Н. І. виконувала обов'язки заступника декана філологічного факультету, з 2005 р. — доцент кафедри загального мовознавства та лінгводидактики. У 2008 р. — завідувач кафедри філологічної підготовки, 2011 р. — декан факультету філології та журналістики.
Василькова Н. І. неодноразово брала участь у роботі міжнародних (Москва, Київ, Самара, Мінськ, Іркутськ, П'ятигорськ), всеукраїнських і міжрегіональних науково-практичних конференцій (Запоріжжя, Полтава, Херсон, Одеса, Умань). Має 52 публікації науково-методичного спрямування, які адресовані безпосередньо вчителю-словеснику.

## Нагороди
Відзначена грамотами управління освіти і науки обласної державної адміністрації, Міністерства освіти і науки України, обласної профспілки, нагрудними знаками Петра Могили (2010) і «Відмінник освіти України» (2000). Нагороджена орденом княгині Ольги III ступеня (2013).